# Primer Ministre del Consell d'Estat de la República Popular de la Xina

Emblema de la República Popular de la Xina

El Primer Ministre del Consell d'Estat de la República Popular de la Xina (xinès simplificat: 中华人民共和国国务院总理, xinès tradicional: 中華人民共和國國務院總理, pinyin: Zhōnghuá Rénmín Gònghéguó Guówù Yuàn Zŏnglĭ), o simplement Premier (总理, 總理, Zŏnglĭ), és el màxim dirigent del Consell d'Estat de la República Popular de la Xina, l'òrgan de poder executiu de l'Estat. També se'l coneix de forma habitual amb el títol de "Primer Ministre".
Tal com recull la constitució xinesa, aprovada el 1982, el primer ministre és nomenat per a un mandat de cinc anys, i no pot ocupar el càrrec durant més de dos mandats consecutius. El procés de nomenament consta de tres fases: en primer lloc, el candidat ha de ser nomenat pel president; en segon lloc, ha de ser escollit per l'Assemblea Popular Nacional; finalment, el nomenament ha de ser ratificat pel president.
L'actual primer ministre del Consell d'Estat és en Li Qiang, en el càrrec des de l'11 de març de 2023.

## Llista de primers ministres del Consell d'Estat
- Zhou Enlai (1 d'octubre de 1949 - 8 de gener de 1976). Assumí el càrrec de primer ministre amb la proclamació de la República Popular de la Xina, i el mantingué fins a la seva mort.
- Hua Guofeng (4 de febrer de 1976 - 10 de setembre de 1980).
- Zhao Ziyang (10 de setembre de 1980 - 24 de novembre de 1987).
- Li Peng (1987 - 17 de març de 1998).
- Zhu Rongji (17 de març de 1998 - 16 de març de 2003).
- Wen Jiabao (16 de març de 2003 - 15 de març de 2013).
- Li Keqiang (15 de març de 2013 - 11 de març de 2023)
- Li Qiang (11 de març de 2023 - Actualitat)[1]